# Konwencja Narodów Zjednoczonych o prawie pozażeglownego użytkowania międzynarodowych cieków wodnych
Konwencja Narodów Zjednoczonych o prawie pozażeglownego użytkowania międzynarodowych cieków wodnych - (lub Konwencja Cieków Wodnych ONZ), (ang. UN Convention on the Law of the Non-Navigational Uses of International Watercorses lub UN Watercourses Convention) umowa międzynarodowa uchwalona 21 maja 1997 przez Zgromadzenie Ogólne ONZ. Uchwała przeszła większością głosów 103 do 3 (sprzeciw Burundi, ChRL i Turcji).
Konwencja dotyczy wszystkich wód, powierzchniowych jak i gruntowych, przecinających granice państwowe. Zawiera podstawowe reguły oraz ustalenia praw i obowiązków wszystkich państw, dzielących dany akwen, a także mechanizmy rozstrzygania sporów. Stanowi pierwszy uniwersalny układ regulacji transgranicznych wód (wcześniej tworzono jedynie regulacje regionalne).
Zgodnie z art. 36 weszła w życie 17 sierpnia 2014, 90 dni po ratyfikacji przez 35 państw. Obecnie należy do niej 39 państw.
Polska, mimo aktywnego współtworzenia Konwencji i poparcia jej w ostatecznym głosowaniu w 1997, jak dotąd nie rozpoczęła procesu ratyfikacji. Należy natomiast do innych umów, takich jak Konwencja o ochronie i użytkowaniu cieków transgranicznych i jezior międzynarodowych, sporządzona w Helsinkach 17 marca 1992 r.